# Каблуков, Иван Алексеевич
Ива́н Алексе́евич Каблуко́в (21 августа (2 сентября) 1857, село Пруссы, Троицкая волость, Московский уезд, Московская губерния, Российская империя — 5 мая 1942, Ташкент, Узбекская ССР, СССР) — русский и советский физикохимик.
Почётный член АН СССР (1932), одновременно и независимо от В. А. Кистяковского предложивший представление о сольватации ионов и положивший начало объединению физической и химической теории растворов. Создатель школы физикохимиков в России. Герой Труда.

## Биография
Родился 21 августа (2 сентября) 1857 года в селе Пруссы Троицкой волости Московского уезда Московской губернии (ныне Мытищинский район Московской области) в семье зубного врача (вольноотпущенного крепостного).
В 1876 году окончил 2-ю Московскую классическую гимназию. Студент естественного отделения физико-математического факультета Московского университета (1876—1880), которое окончил со степенью кандидата. В студенческие годы был репетитором юного В. А. Маклакова. По представлению профессора В. В. Марковникова Каблуков был оставлен на кафедре химии для приготовления к профессорскому званию. В течение следующих 1881—1882 годов — сотрудник химической лаборатории профессора химии А. М. Бутлерова при Петербургском университете, а затем продолжил свою работу в Московском университете у В. В. Марковникова.
В ноябре 1884 года Каблуков зачислен на должность сверхштатного ассистента химической лаборатории, а с января 1885 года стал приват-доцентом Московского университета — читал курс «О явлениях диссоциации». Одновременно в 1882—1884 годах преподавал на Московских высших женских курсах.
В декабре 1887 года защитил магистерскую диссертацию «Глицерины, или трёхатомные спирты, и их производные», в которой с точки зрения термохимических данных попытался обосновать теорию взаимного влияния атомов Марковникова.
В 1889 году под руководством профессора С. Аррениуса работал в Лейпцигском университете в лаборатории профессора В. Оствальда.
В 1897—1906 годах преподавал в Московском инженерном училище, где вёл практические занятия по неорганической и аналитической химии, а также по технологии строительных материалов и металлургии железа.
В мае 1891 года защитил в Московском университете докторскую диссертацию «Современные теории растворов (Ван-Гоффа и Аррениуса) в связи с учением о химическом равновесии».
Преподавал в Реальном училище К. П. Воскресенского.
В 1899 году по рекомендации академика Н. Н. Бекетова назначен адъюнкт-профессором кафедры неорганической и аналитической химии Московского сельскохозяйственного института, где проработал вплоть до 1942 года. Поначалу лекции проводились в самой вместительной аудитории — в актовом зале главного здания, а затем кафедре была выделена отдельная пристройка с новой лекционной аудиторией и залом для занятий аналитической химией на 96 студентов. Но и эта пристройка не могла вместить всех желающих. 31 мая 1912 года И. А. Каблуков заложил первый камень в фундамент химического корпуса (ныне корпус № 6), в который были переведены все химические лаборатории и кафедры. В правом крыле на втором этаже здания находилась и квартира, в которой жил И. А. Каблуков (ныне это помещение занимает кафедра сельского хозяйства зарубежных стран). Уже 22 октября 1914 года И. А. Каблуков прочитал первую лекцию в новом здании.
С мая 1903 года — экстраординарный профессор Московского университета, в котором работал до конца своей жизни: с 1906 года — ординарный, а с января 1910 года — заслуженный профессор; в 1915—1933 годах — заведующий термохимической лабораторией кафедры химии физико-математического факультета; в 1918 — середине 1920-х годов — заведующий лабораторией неорганической и физической химии. С 1922 года также — директор Научно-исследовательского института химии при МГУ. В декабре 1916 года избран гласным Московской городской думы, но результаты выборов утверждены не были.
И. А. Каблуков не только занимался теоретическими исследованиями, но и изучал природные богатства России (позднее — СССР). Участвовал в организации российского производства минеральных удобрений. В 1905 году он был назначен представителем Главного управления землеустройства и земледелия в Междуведомственную комиссию по вопросу получения окислов азота при Главном артиллерийском управлении. В 1908 году он вошёл в состав комиссии МСХИ по исследованию фосфоритов в России, чья работа положила начало производству удобрений из российского сырья. В 1909 году по предложению Департамента земледелия в МСХИ была создана комиссия по добыванию азотных туков из воздуха, получению известковой селитры и цианистого кальция. В состав комиссии вошли И. А. Каблуков, Н. Я. Демьянов и Д. Н. Прянишников. Через два года, в 1911 году, И. А. Каблуков стал председателем комиссии по вопросу о добывании окислов азота из воздуха. В 1911 году И. А. Каблуков и его отец А. С. Каблуков посетили соляные промыслы Крыма и исследовали собранные ими образцы рапы соляных озёр Крыма на предмет получения калийных солей и брома из маточных растворов, остающихся после извлечения поваренной соли. Опубликовал результаты исследования в виде монографии, которая позволила организовать в Крыму бромный завод и получать калийные соли из морской воды.
С 1933 до начала 1940-х годов также был заведующим кафедрой неорганической и аналитической химии Всесоюзной промышленной академии им. И. В. Сталина.
После Октябрьской революции осенью 1918 года был арестован его брат, Николай Алексеевич. Но вскоре был выпущен на свободу, благодаря поддержке от Ивана Алексеевича.
После начала Великой Отечественной войны в сентябре 1941 года часть сотрудников кафедры была эвакуирована в Чакино (Тамбовская область) и Самарканд. Умер 5 мая 1942 года в эвакуации в Ташкенте.

## Научная и преподавательская деятельность
Основная область научных интересов академика И. А. Каблукова относится к электрохимии неводных растворов.
- В 1889—1891 годах он изучал электропроводность электролитов в органических растворителях и установил аномальную электропроводность неводных растворов электролитов и увеличение её при добавлении воды к спиртовым растворам. Исходя из этих наблюдений, А. И. Каблуков предположил химическое взаимодействие между растворителем и растворяемым веществом.
- В 1889—1891 годах одновременно и независимо от физикохимика В. А. Кистяковского ввёл в научный оборот представление о сольватации ионов. Эти работы по электрохимии неводных растворов стали предметом его докторской диссертации «Современные теории растворов (Вант-Гоффа и Аррениуса) в связи с учениями о химическом равновесии» (1891) и положили начало сближению физической и химической теорий растворов[2].
- В 1890-х годах провёл ряд исследований по термохимии и совместно с физико-химиком В. Ф. Лугининым установил, что теплота присоединения брома к этиленовым углеводородам увеличивается по мере перехода от низших гомологов к высшим[2].
- В 1905 году впервые применил метод термического анализа для исследования взаимного обмена солей в расплавах[2].
- С начала 1900-х годов и вплоть до 1934 года занимался различными прикладными задачами, например вопросами пчеловодства и химии минеральных удобрений[2]. В частности, в 1900-х годах разработал метод получения брома из рапы Сакского озера в Крыму[3].

Академик И. А. Каблуков известен также как педагог и популяризатор науки, создатель школы физикохимиков в России. Также он — автор ряда работ по истории химии.
- В 1886—1888 годах читал в МГУ приват-доцентские курсы по органической химии: «Органическая химия (азотистые ароматические соединения)», «История и критика теории строения химических соединений» и др.
- В 1886—1906 годах (по некоторым сведениям — с 1884 года) читал курсы «О явлениях диссоциации», «Теоретическая химия (начала термохимии)», «О химическом сродстве и методах его измерения», «Учение о растворах», «Учение об элементах и стехиометрии тел», «Электрохимия», а также общий курс физической химии.
- В 1888—1889 годах читал курс зоохимии на медицинском факультете Московского университета. Впервые в университете начал читать систематический курс физической (теоретической) химии.
- В 1895—1899 годах (до 1898 года — совместно с химиком-органиком М. И. Коноваловым) читал лекции и вёл практические занятия по общей химии для математиков.
- В 1898 году опубликовал «Конспект некоторых лекций из курса общей химии», а в 1900 году — учебник «Основные начала неорганической химии», который впоследствии выдержал 13 изданий.
- С 1906 года периодически читал избранные главы из общей (неорганической и физической) химии, в том числе электрохимию, учение о химическом равновесии и правило фаз. Опубликовал один из первых учебников по этому предмету «Основные начала физической химии».
- В течение многих лет на физико-математическом факультете Московского университета вёл практические занятия по качественному и количественному анализу, а также по термохимии.
- В конце 1920-х годов также читал курсы общей и неорганической химии[2].

## Основные труды
Всего научное наследие И. А. Каблукова включает более 300 трудов. Некоторые публикации:
- Основные начала неорганической химии (недоступная ссылка). — М., Инж. уч. вед. пут. сообщ., 1900. — 310 с.
- Основные начала физической химии.
  - Вып. 1. Основные начала физической химии. — М., Тип. Борисенко и Бреслин, 1900. — 243 с.
  - Вып. 2. Электрохимия. — М., Тип. Борисенко, 1902. — 327 с.
  - Вып. 3. Термохимия. Учение о химическом сродстве. — М., Тип. Холчева, 1910. — 320 с.
- Очерки из истории электрохимии за XIX век. — М., Тип. Кушнерева, 1901. — 66 с.
- Физическая и коллоидная химия. — М., Сельхозгиз, 1935. — 558 с.
- Правило фаз в применении к насыщенным растворам солей. — Л., ГХТИ, 1933. — 160 с.

## Награды и звания
Награды Российской Империи:
Имеет ордена:
- Св. Владимира 4 ст.
- Св. Анны 2 ст.
- Св. Станислава 2 ст.
- Св Анны 3 ст.
- Св. Станислава 3 ст.

Нагрудный знак в память 300-летия Царствования Дома Романовых
Медаль в память царствования Императора Александра III и
Святого Коронования Их Императорских Величеств в 1896 году.
Советские государственные награды и звания:
- Герой Труда (1924);
- Заслуженный деятель науки РСФСР (1929);
- Орден Трудового Красного Знамени (25.10.1937);
- Орден Ленина (1940).

Член-корреспондент АН СССР (1928), почётный член АН СССР (1932), почётный член общества любителей естествознания, антропологии и этнографии (с 1921), член Русского физико-химического общества, общества акклиматизации животных и растений (с 1898), Всесоюзного химического общества им. Д. И. Менделеева (в 1934 году избран вице-президентом Московского отделения ВХО) и многих других научных обществ. Заслуженный профессор Московского университета (с 1910).

## Семья
- Отец — Каблуков Алексей Фёдорович (1814-1882) — управляющий усадьбой Салтыкова-Щедрина в деревне Витенево Московской области, зубной врач.
- Мать — Каблукова Екатерина Степановна

Брат:
- Каблуков, Николай Алексеевич (1849—1919) —  русский экономист, земский статистик, доктор политической экономии и статистики

Дети
- Каблукова Мария Ивановна (1896-1980), вышла замуж за известного учёного в области плодоводства Венедикта Колесникова (1895—1978)

Внуки
- Колесников Евгений Венедиктович (1919-1992) — учёный, доктор сельскохозяйственных наук, автор книг по плодоводству
- Колесникова Екатерина (1920-2008)

## В искусстве
Академик И. А. Каблуков славился своей непрактичностью и рассеянностью. Например, представляясь, называл себя «Каблук Иванов», вместо слов «химия и физика» профессор нередко говорил студентам «химика и физия». А вместо фразы «колба лопнула, и кусочек стекла попал в глаз» у него могло получиться: «лопа колбнула, и кусочек глаза попал в стекло». Выражение «Мендельшуткин» означало: «Менделеев и Меньшуткин», а обычными словечками Ивана Алексеевича были: «совсем не то» и «я, то есть не я». Этим воспользовался поэт С. Я. Маршак, написав в 1930 году стихотворение «Вот какой рассеянный».
Профессор познакомился с шутливым произведением Маршака, и однажды он припомнил брату Маршака, писателю Ильину, погрозив пальцем: «Ваш брат, конечно, метил в меня!».

Мемориальная доска на учебном корпусе МСХА

## Память
В Москве на здании учебного корпуса № 6 Московской сельскохозяйственной академии имени К. А. Тимирязева (Тимирязевский проезд, дом № 2), где И. А. Каблуков работал с 1889 по 1942 год, установлена мемориальная доска.
В Киеве с 1957 г. существовала улица Каблукова. В 2022 г. переименована в честь Виталия Скакуна.

### Документы
- Фонд Каблукова Ивана Алексеевича на сайте Архива РАН